# Fjordpingvin
Fjordpingvin (Eudyptes pachyrhynchus) är en fågel i familjen pingviner som förekommer i Nya Zeeland.

## Kännetecken
Artens fjäderdräkt är på ryggen, på de paddelliknande armarna och på större delen av huvudet svart. Buken och ibland en fläck på kinderna är vita. En tofs av gula fjädrar sträcker sig från näbbens ansats över ögonen. Den ganska tjocka näbben har en rödaktig färg. Denna pingvin blir i genomsnitt 55 cm lång och den väger mellan två och fem kg.

## Utbredning och status
Fågeln häckar på Nya Zeeland längs sydvästra Sydöns kuster, på Stewart Island och angränsande mindre öar (bl a Solanderöarna. Världspopulationen uppskattades tidigare till mellan 5 500 och 7 000 individer. Senare populationsstudier visar dock att detta är en underskattning så att beståndet mer sannolikt tros bestå av 12 500–50 000 vuxna individer. Internationella naturvårdsunionen IUCN har därför nedgraderat den från hotnivån sårbar till nära hotad. Populationsutvecklingen är oklar, med vissa studier som visar på en ökning, andra kraftig minskning. Sammanvägt tros den minska något i antal.

## Ekologi och beteende

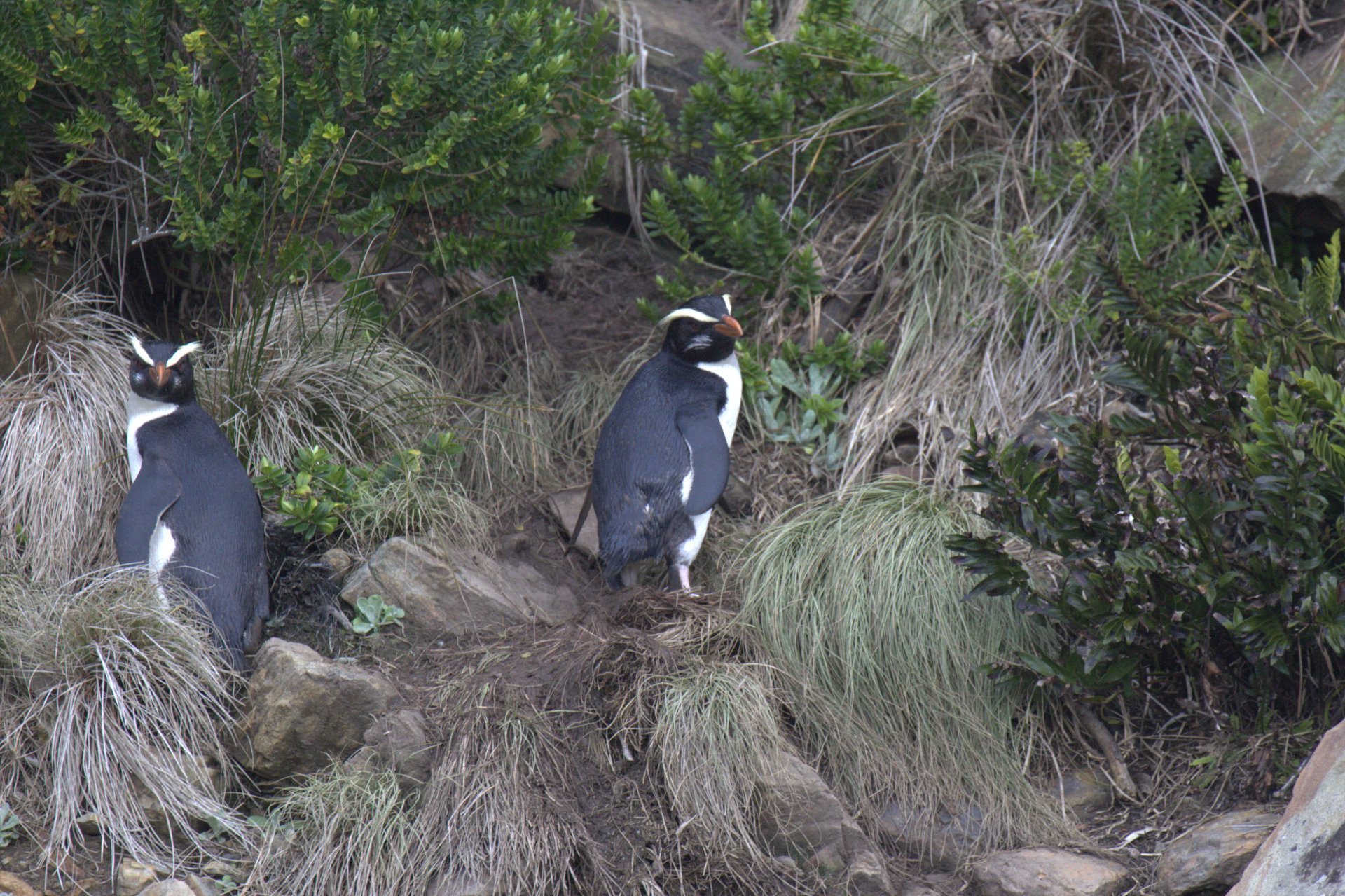
Fjordpingvin vid Munro Beach, Nya Zeeland.

Fjordpingvin vistas långa tider i vattnet, särskilt under den kalla årstiden. Individerna söker ensamma efter föda. De jagar fiskar, bläckfiskar och kräftdjur i havsområden nära kusten. 
Hanarna når landet under juli och där bildas lösa kolonier som kan ligga upp till 100 meter över havet. När honorna når fram cirka fem veckor senare äger parningen rum. Honan lägger två ägg som ruvas 4 till 6 veckor. Bara de större av syskonen överlever de första dagarna. Under de första 2 eller 3 veckorna bevakas ungen av fadern och modern söker samtidigt efter föda som överlämnas till ungen. Sedan bildar ungarna flockar som klarar sig ensamma när de vuxna djuren vistas i havet. Cirka 75 dagar efter födelsen äger ruggningen rum och ungarna börjar simma.
Denna pingvin jagas i vattnet av sälar och av större rovfiskar. På land faller den eller artens ägg offer för hermeliner, vesslor (båda introducerade), labbar (Stercorariidae) och wekaraller (Gallirallus australis).

## Namn
Fågelns vetenskapliga artnamn pachyrhynchus betyder "tjocknäbbad", av grekiska pakhus ("stor", "tjock" eller "kraftig") och rhunkhos ("näbb"). På svenska har arten i litteratur även kallats nyzeeländsk tofspingvin.